# I3E
El I3E o Índice IESE de Incertidumbre Económica (I3E Economic Uncertainty Index) es un indicador elaborado por el IESE Business School, y que presenta de forma sintética la evolución mensual de la incertidumbre existente sobre la situación económica en los distintos periodos. El I3E aúna en un solo indicador las variaciones diarias de la tasa de crecimiento cuatro variables económico-financieras representativas de la situación de la economía.

## Cálculo
El índice se calcula a partir cuatro variables económico-financieras, de las que se calculan las tasas de crecimiento diarios. Estas cuatro variables son:
- IBEX 35
- Tasa de cambio dólar-euro ($)
- Precio del barril de petróleo Brent y
- Precio del bono español a 10 años

El valor del índice cada mes es el valor que toma este índice el último día del mes en el que ha cotizado al menos unos de los cuatro activos. En la práctica, el valor se mueve entre 0 y 200.

## Interpretación
Valores del índice por debajo de 100 indican una incertidumbre económica inferior al promedio de la década anterior. Valores por encima de 100 indican una mayor incertidumbre económica.

## Evolución histórica

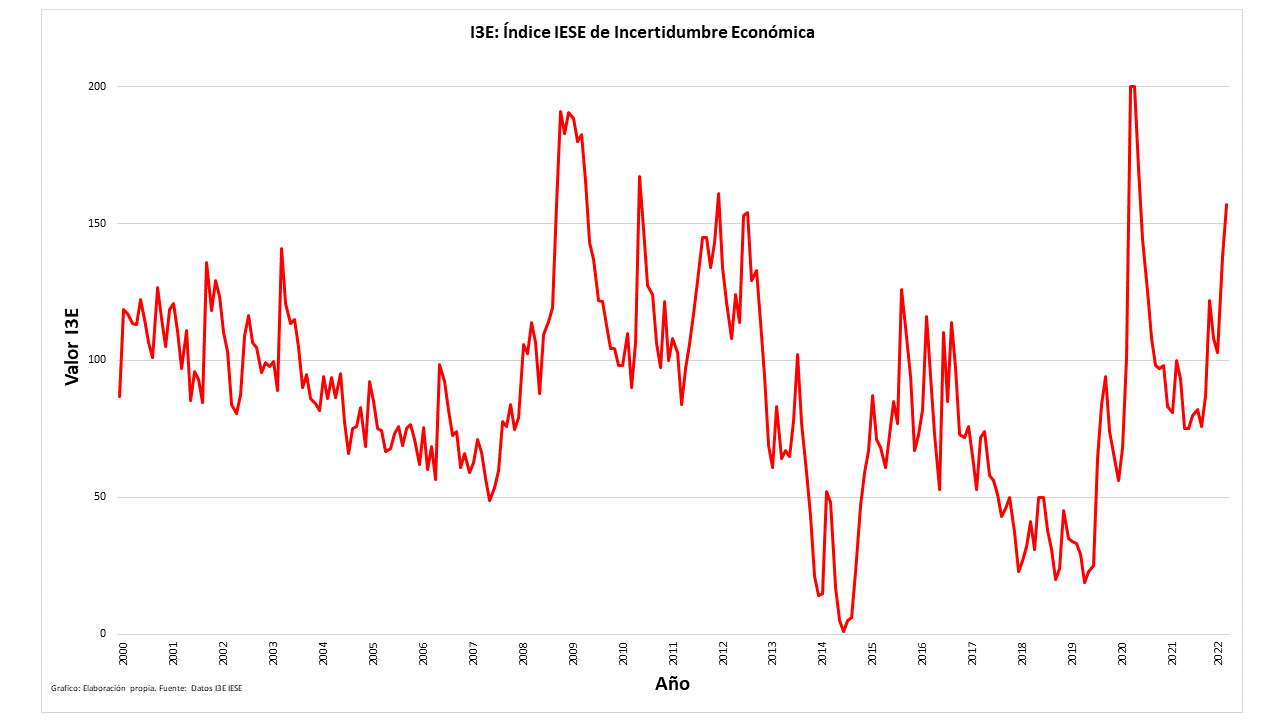
Evolución I3E

En los años 2000-2009 la media del índice fue 100, con fluctuaciones entre 100 y 150, reflejando la alta incertidumbre en aquellos años causada por la crisis de la burbuja puntocom y los ataques terroristas de 11S.
En el último trimestre de 2008 el índice presenta valores de alta incertidumbre cercanos a 200 ocasionada por la Gran Recesión.
Entre 2010-2013 el índice ser mantiene alto entre 100 y 150, hasta que en le verano de 2014 alcanza valores cercanos a 0, cuando se daba por finalizada la crisis económica.
En el periodo 2015-2016 volvió a subir por el Brexit, presentando una tendencia a la baja el los últimos meses de 2017, y una nuevas subidas en 2018, en aunque se recuperó en los años siguientes.
En marzo y abril de 2020 el índice alcanzó su máximo valor de 200 debido a los efectos de la pandemia, disminuyendo posteriormente al ir asumiéndose los efectos de la pandemia. En noviembre de 2021 vuelve a subir debido a la incertidumbre de la aparición de la variante ómicron del SARS-CoV-2.
En marzo de 2022 subió 19 puntos situándose en un valor de 157 puntos, debido a la invasión rusa de Ucrania, a los problemas de suministro, el precio de la energía, la inflación y las dudas sobre los estímulos monetarios por parte de los bancos centrales.

## I3E Economic Uncertainty Index (Global)
El I3E Economic Uncertainty Index Global es la media ponderada por GDP del I3E nacional de una cesta de países. El 2025, había un total de 22 países con datos diarios publicados del índice nacional I3E.